# Skulpturenfeld Fuchsmoos

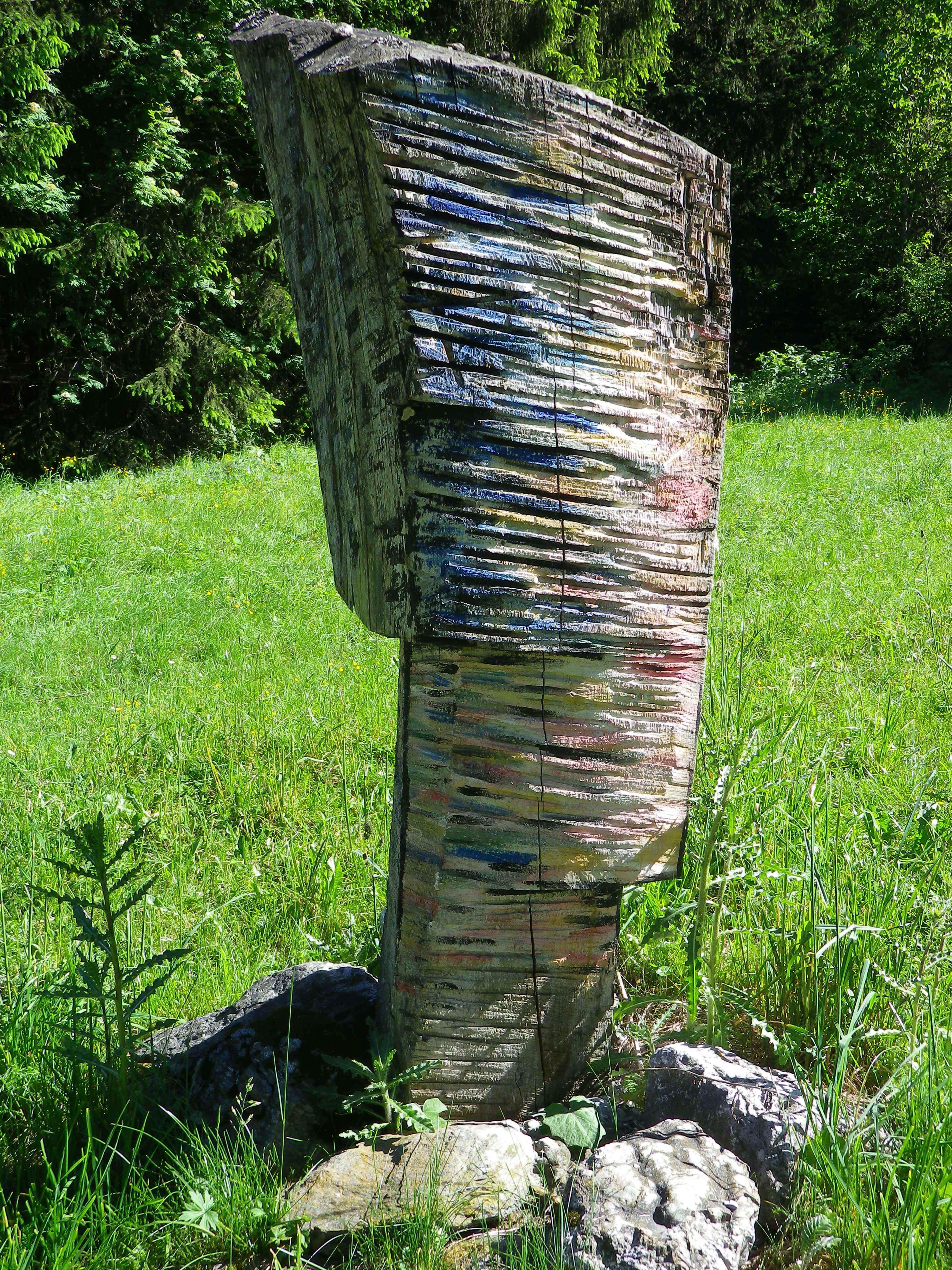
Anton Baumgartner Holzskulptur Kopf 1997

Das Skulpturenfeld Fuchsmoos ist ein Ausstellungsort für Stein- und Holzskulpturen in Piller bei Fließ in Tirol und zugleich Markenzeichen für internationale Bildhauersymposien, die dort stattfanden.

## Geschichte
Das Skulpturenfeld Fuchsmoos entstand mit dem 1. internationalen Bildhauersymposium, das auf Initiative des dort ansässigen Tiroler Künstlers Kassian Erhart stattfand. Bis 2005 gab es weitere 9 Symposien, aus deren Produktion ca. 30 Stein- und Holzskulpturen vor Ort aufgestellt und zu besichtigen sind.
Seit 2008 ist das Bildhauersymposium als „Internationales Steinbildhauersymposium Pitztal“ nach Mandarfen im Pitztal übersiedelt, wo es bisher 2008, 2010, 2011 und 2014 stattfand, während am Skulpturenfeld Fuchsmoos im Sommer nach wie vor Einzelveranstaltungen, vor allem Konzerte mit Klanginstallationen („Musikskulpturen“) stattfinden.

## Lage

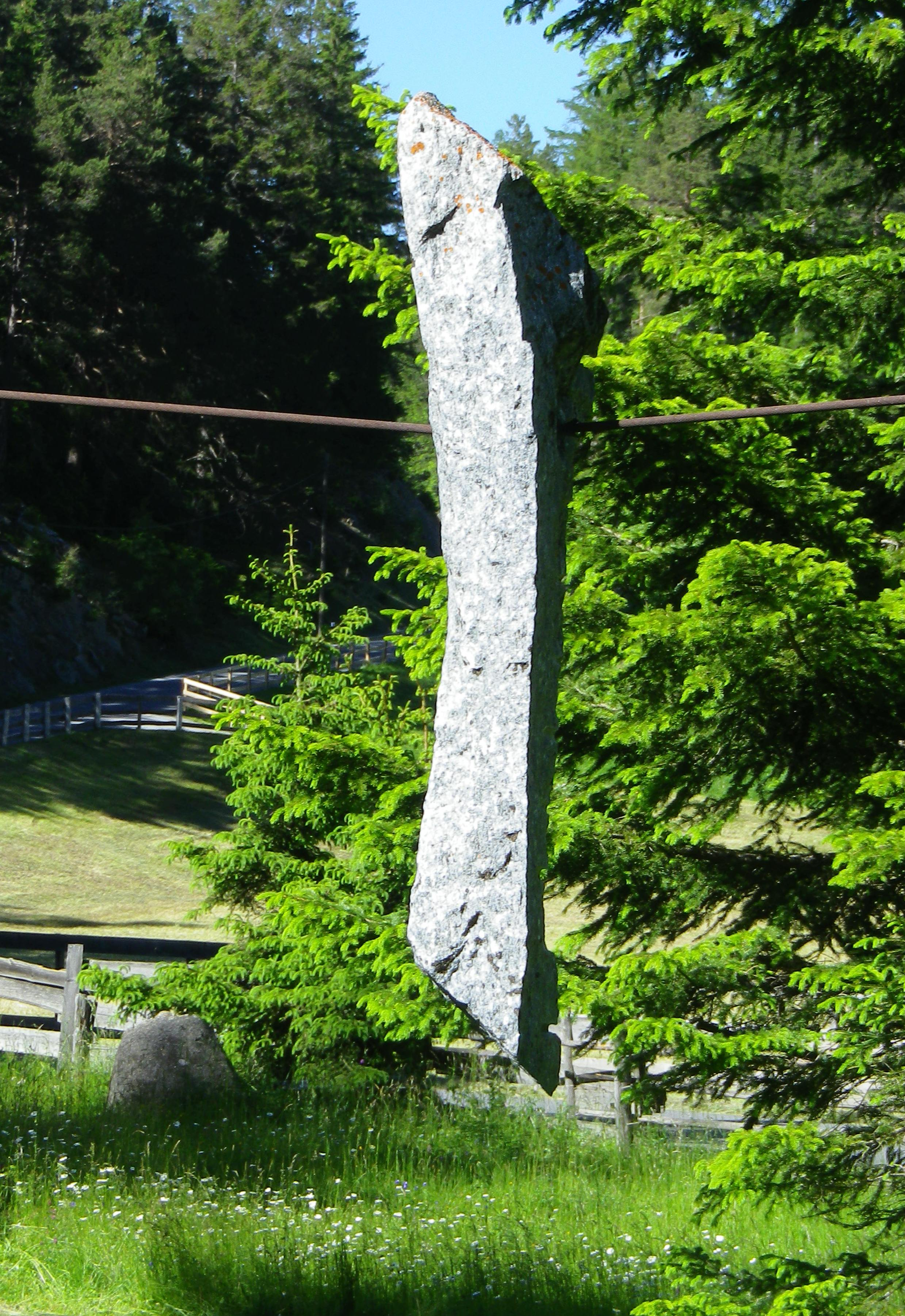
Kassian Erhart Hängestein 1998

Das Skulpturenfeld Fuchsmoos liegt ca. 2,5 km unterhalb der Pillerhöhe an der sog. Piller-Landesstraße zwischen Fließ und Wenns.

## Künstler
Als Künstler haben am Skulpturenfeld Fuchsmoos und den Symposien u. a. teilgenommen: Anton Baumgartner, Lore Heuermann, Alois Lindenbauer, Kassian Erhart, Günther Zechberger, Rudolf J. Kaltenbach, Hubert Kaltenmark, Emanuela Camacci, Herbert Golser, Imre Nagy und viele andere.